# کاپریاته سن جروازیو
کاپریاته سن جروازیو (به ایتالیایی: Capriate San Gervasio) یک کومونه در ایتالیا است که در استان برگامو واقع شده‌است. کاپریاته سن جروازیو ۵٫۸۳ کیلومتر مربع مساحت و ۸٬۰۶۸ نفر جمعیت دارد و ۱۸۸ متر بالاتر از سطح دریا واقع شده‌است.